# Monardella stebbinsii
Monardella stebbinsii là một loài thực vật có hoa trong họ Hoa môi. Loài này được Hardham & Bartel mô tả khoa học đầu tiên năm 1990.